# Elexa Bahr
Elexa Marie Bahr Gutiérrez (Buford, Georgia, 26 de mayo de 1998) es una futbolista colombo-hondureña, que juega como delantera para el América de Cali de la Liga Profesional Femenina de Fútbol de Colombia.
Actualmente es internacional para la selección femenina de Colombia. Previamente, fue jugadora de la selección femenina sub-20 de Honduras.

## Biografía y carrera
Su padre es el exfutbolista hondureño Alex Bahr y su madre Vickie Bahr es de origen colombiano. Empezó a jugar como delantera para el equipo Gwinnett Soccer Association 98 mientras estudiaba en la Buford High School, donde recibió honores académicos tres veces y se especializó en negocios. En 2016 obtuvo una beca para la Universidad de Carolina del Sur y firmó un contrato con su equipo, el South Carolina Gamecocks. En julio de 2020, la filial femenina del Racing de Santander, el CDE Racing Féminas, que compite en la Segunda División Femenina de España, la anunció como fichaje para la temporada 2020-2021. En agosto de 2022, fichó por el Deportivo Cali Femenino de la Liga Profesional Femenina de Fútbol de Colombia.

## Selección nacional
Llamó la atención de la Selección femenina de fútbol de Estados Unidos, pero nunca hubo un acercamiento real. Gracias a los contactos de su padre Alex Bahr con Alex Pineda Chacón, consiguió ser seleccionada para el Campeonato Femenino Sub-20 de la Concacaf de 2015 jugando para la Selección Femenina sub-20 de Honduras donde llamó la atención por su gran habilidad. Disputó cuatro partidos con la Selección de Honduras donde anotó dos goles en uno y un gol en otro, pero luego de eso jamás fue contactada de nuevo.
Siguiendo su sueño de disputar una Copa Mundial Femenina de Fútbol Sub-20, en enero de 2018 aceptó el llamado por parte de la Selección femenina sub-20 de Colombia de acuerdo con las reglas de la FIFA que dicen que mientras no cumpla 21 años puede elegir aceptar el llamado de otra selección aunque ya haya jugado con Honduras.
En octubre de 2021 recibe su primer llamado con la selección femenina de fútbol de Colombia, participando de los amistosos contra Chile, en el segundo de ellos marcando un gol en un entrenamiento no oficial.
El 3 de julio de 2022 es convocada por el técnico Nelson Abadía para la Copa América Femenina 2022 a realizarse en Colombia.

### Participaciones en Copa América
| Copa                       | Sede     | Resultado    | Partidos | Goles |
| -------------------------- | -------- | ------------ | -------- | ----- |
| Copa América Femenina 2022 | Colombia | Subcampeonas | 1        | 0     |

### Participaciones en Copas del Mundo
| Copa              | Sede                    | Resultado        | Partidos | Goles | Asist. |
| ----------------- | ----------------------- | ---------------- | -------- | ----- | ------ |
| Copa Mundial 2023 | Australia Nueva Zelanda | Cuartos de final | 0        | 0     | 0      |

## Clubes
| Club                           | País           | Año           |
| ------------------------------ | -------------- | ------------- |
| Gwinnett Soccer Association 98 | Estados Unidos | 2013-2016     |
| South Carolina Gamecocks       | Estados Unidos | 2016-2020     |
| CDE Racing Féminas             | España         | 2020-2022     |
| Deportivo Cali                 | Colombia       | 2022-2022     |
| América de Cali                | Colombia       | 2023          |
| Racing Louisville              | Estados Unidos | 2024          |
| América de Cali (cesión)       | Colombia       | 2025-presente |